# نجيب ألبينا
نجيب أنطون ألبينا (2 يناير 1901 - 23 يوليو 1983) كان المصور الرئيسي لمتحف الآثار الفلسطيني، والتقط خلال عمله أول مجموعات من الصور الأصلية لمخطوطات البحر الميت. وقد استخدم التصوير الضوئي، من خلال عمله في المستعمرة الأمريكية ومتحف الآثار الفلسطيني، كوسيلة لتسجيل تاريخ الثقافة الفلسطينية المسيحية وكذلك اكتشاف الحضارات البائدة في المنطقة. وكان له تأثيراً كبيراً على تقنيات المصورين الأثريين، وخاصةً أولئك الذين التقطوا صوراً لمخطوطات البحر الميت، من خلال مساهماته في استخدام تقنية التصوير بالأشعة تحت الحمراء.

## النشأة
ولد نجيب في القدس لأبوين فلسطينيين كاثوليكيين هما أنطون ألبينا وفيكتوريا صفيح. وبحسب ما زعم، فهو ينحدر من تجار إيطاليين. وكان واحداً ضمن ثلاثة إخوة وأخت واحدة. فُقد والده أنطون أثناء القتال في 1918 خلال حملة الحرب العالمية الأولى. ونشأ نجيب في المصرارة والتحق بمدرسة راتيسبون.
تزوج نجيب من أديل مرقص (1911 – 1965) قبل 1930، وهي فلسطينية مسيحية من أريحا. وأنجبا ثمانية أطفال بين عامي 1930 و1950. اضطرت العائلة إلى مغادرة المصرارة خلال نكبة 1948 وانتقلت إلى بيت لحم.

## بداية عمله مع المستعمرة الأمريكية

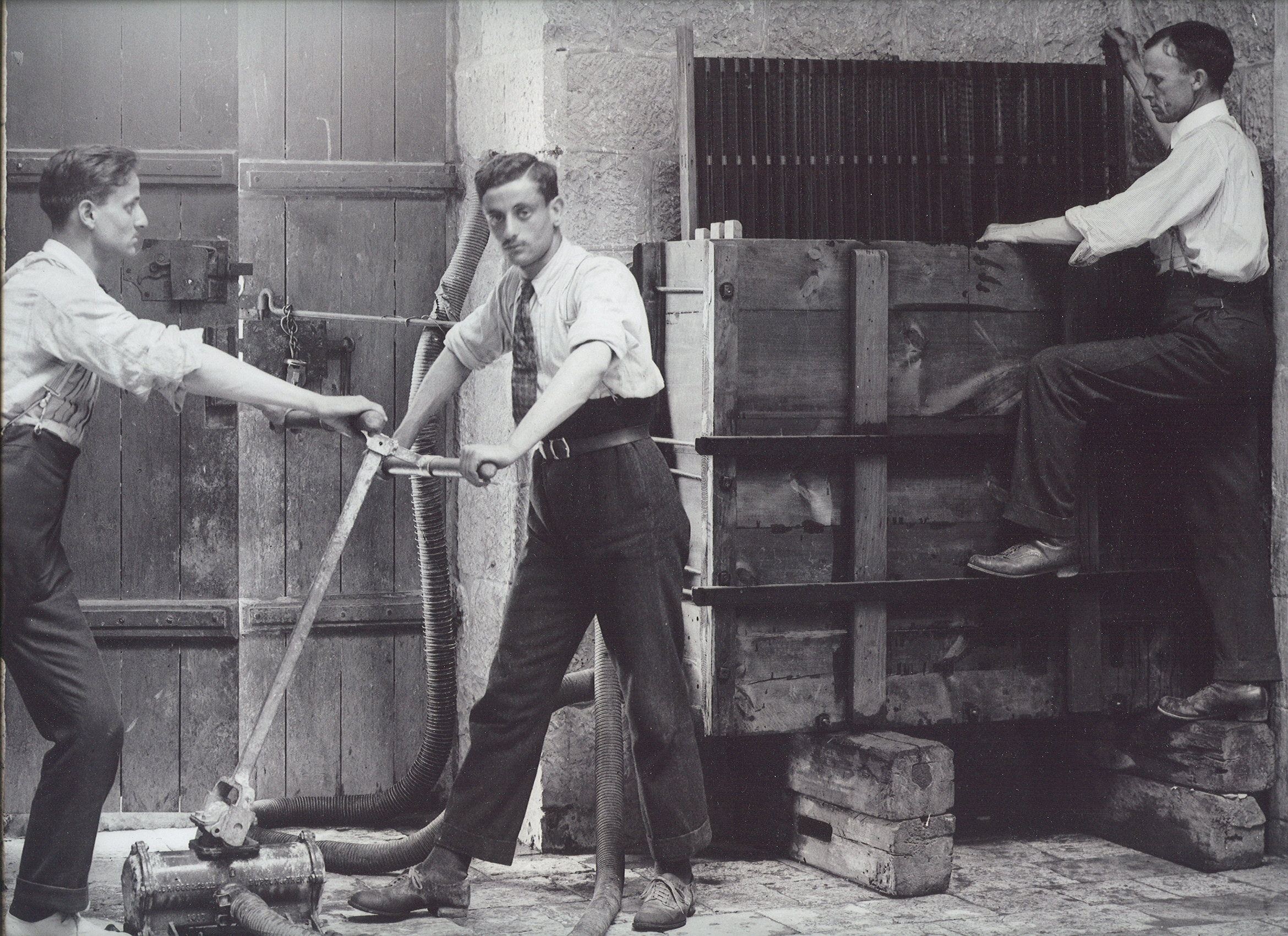
من اليسار إلى اليمين: جميل ألبينا، نجيب ألبينا، ولويس لارسون يطورون فيلماً سينمائياً في المستعمرة الأمريكية بالقدس. حوالي 1934. المصدر: مكتبة الكونغرس.

عمل نجيب كفني غرفة التحميض ومصوراً فوتوغرافياً في قسم التصوير الضوئي في المستعمرة الأمريكية تحت إدارة لويس لارسون مباشرة منذ أوائل العشرينيات وحتى منتصف الثلاثينيات. وعمل في المقام الأول على تصوير وتطوير أفلام المواقع الأثرية في منطقة القدس الكبرى؛ ومع ذلك، فقد عمل أيضاً على تطوير الصور المتحركة. وعمل إلى جانب شقيقه جميل ألبينا في قسم التصوير الضوئي. هناك العديد من الصور التي التقطها نجيب وجميل ولويس لارسون متاحة للجمهور من خلال مكتبة الكونغرس.

## عمله في متحف الآثار الفلسطيني
عمل نجيب ألبينا كمصور رئيسي لمتحف الآثار الفلسطيني من 20 يناير 1952 حتى 1967. خلال هذا الوقت، صَور نجيب معظم مجموعة القطع والمخطوطات الموجودة في المتحف باستخدام التصوير الضوئي بالأشعة تحت الحمراء ذات النطاق العريض، (وهي عملية تُعرف باسم التصوير الضوئي المنعكس بالأشعة تحت الحمراء القريبة). جمع نجيب أكثر من 1,750 لوحة ضوئية لمتحف المخطوطات، مستعملاَ تنسيق فيلم كبير الحجم. بالإضافة إلى ذلك، التقط الصور على جلود الحيوانات، مما سمح للنص بالبروز، وجعل اللوحات مفيدة خاصةً لتجميع القطع. وقد سُجلت المخطوطات واللفائف نظراً لكونها أقدم الصور الضوئية لمجموعة المتحف، والأكثر اكتمالاً في العالم في ذلك الوقت، وذلك قبل تعرضها لمزيد من التحليل عند تخزينها وهي غالباً ما تعتبر أفضل النسخ المسجلة من اللفائف. يرجع بعض هذا التحليل كنتيجة مباشرة لأقبية مخازن المتحف الرطبة، والظروف البيئية التي سمح فيها المتحف بتعريض اللفائف والمخطوطات، للدخان، بما في ذلك تدخين نجيب. وقد تلفت بعض الصور السالبة للمتحف التي التقطها نجيب بسبب سوء التخزين والاهتمام.

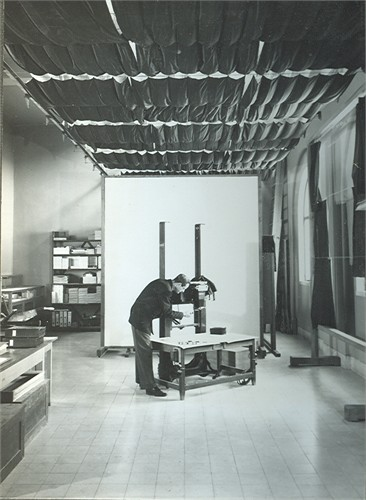
معمل نجيب ألبينا

التقط نجيب خمس مجموعات، ليست كلها كاملة، من مخطوطات البحر الميت. امتدت المجموعات إلى عملية فرز اللفائف من التنسيق الرأسي غير المفرز إلى التنسيق الرأسي الكامل كما جمعها المحررين في متحف الآثار الفلسطيني، مع تصوير معظم اللفائف والأجزاء ثلاث مرات على الأقل. خلال هذه العملية، سجل نجيب تقدمه وعمله مع اللفائف في دفتر تسجيل، لا يزال تحتفظ به هيئة الآثار الإسرائيلية حتى اليوم.
التقط نجيب صوراً أخرى لمتحف الآثار الفلسطيني، بالإضافة إلى تصوير قطع ولفائف مجموعة مخطوطات البحر الميت لصالح المتحف. وشمل ذلك، على سبيل المثال لا الحصر، صور الموقع. أُشير إلى العديد من الصور الضوئية في موقع مخطوطات البحر الميت من خلال تدوينات لوحات الأفلام التي جمعها نجيب للمتحف. اُلتقطت الصور الضوئية لموقع مخطوطات البحر الميت التي التقطها نجيب على فيلم بتنسيق 13 × 18 سم. وقد كُلف بمشاريع أخرى على أساس مخصص من يوسف سعد، أمين المتحف في ذلك الوقت. وشملت هذه المشاريع التقاط صور لقوس ويلسون وبيت زور.
انتقلت إدارة المتحف من السيطرة الأردنية إلى السيطرة الإسرائيلية في 1967 نتيجة لحرب 67، ووقع قتالاً ضارياً في موقع المتحف. ولم تُنقل مجموعة مخطوطات البحر الميت إلى موقع أكثر أماناً، كالبنك العثماني عكس ما حدث في العدوان الثلاثي. وربما كان ذلك بسبب الأضرار التي لحقت بالمجموعة خلال تلك الفترة. هاجم عرب فلسطينيون المتحف وحاولوا نهب بعض محتوياته، ووضعوا نجيب تحت تهديد السلاح لفتح الألواح الزجاجية التي تحتفظ بمخطوطات البحر الميت خلفها. ولكنه كذب، وادعى إنه لا يملك المفاتيح، وأشار إلى أنه هو نفسه عربي. وبعد احتجازه لمدة ثلاثة أيام، أُطلق سراحه. وبعد فترة وجيزة، خسر العرب السيطرة على المتحف لصالح القوات الإسرائيلية، التي استخدمت أجزاء من المتحف كبرج مراقبة. بعد هذا الحادث، ترك نجيب عمله في المتحف في 1967. وقد عُرض على نجيب العودة بدوام كامل كمصور رئيسي تحت الإدارة الإسرائيلية الجديدة لمتحف الآثار الفلسطيني الذي أعيدت تسميته حالياً باسم متحف روكفلر، حيث أتاحت المنح المبكرة وتوافر الأموال للمتحف بالقدرة على ذلك. إلا أن نجيب رفض العرض احتجاجاً على تغيير الإدارة الوطنية للمتحف، ووجود قيود كبيرة على الظروف المعيشية لعائلته في القدس.

## حياته اللاحقة
كان لنجيب سبعة أطفال، خمس بنات وصبيان؛ ليلان، ليما، لورين، لوسي، فيكي، عيسى، وجوزيف. استقر نجيب في لوس أنجلوس، كاليفورنيا، بعد نفيه إلى الولايات المتحدة، قبيل بداية حرب 1967. خلال هذا الوقت، ضغط عليه الأفراد وعلى عائلته لتسليم صور مخطوطات البحر الميت. ومع ذلك، كجزء من الاتفاقية مع متحف الآثار الفلسطيني، سلم بالفعل الصور الضوئية والسالبة ومعدات التصوير الضوئي، لأنها كانت ملكاً للمتحف.
توفي نجيب ألبينا بعد تقاعده وانتقاله إلى فرجينيا في 23 يوليو 1983.